# Trichopilia gracilis
Trichopilia gracilis är en orkidéart som beskrevs av Charles Schweinfurth. Trichopilia gracilis ingår i släktet Trichopilia och familjen orkidéer. Inga underarter finns listade i Catalogue of Life.